# Sovrastruttura

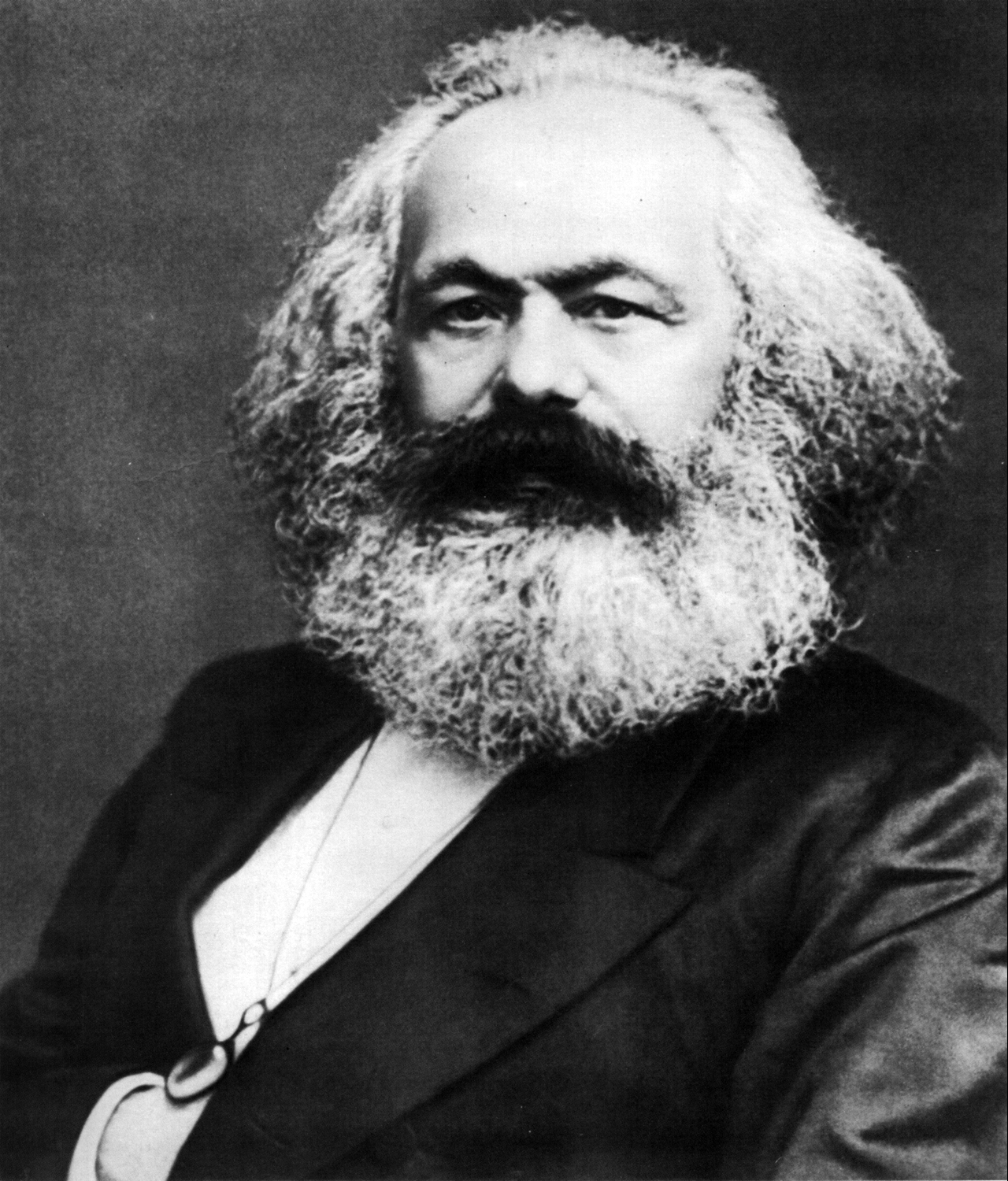
Karl Marx

Nel pensiero di Karl Marx (marxismo) e nel relativo materialismo storico s'intende per sovrastruttura ogni tipo di concetto (tipicamente un'ideologia) non attinente ai rapporti economici, i quali ultimi costituiscono la struttura, la sola reale sostanza dei rapporti umani. Fondamentale, a tal proposito, il ruolo mistificante svolto dall'ideologia, creata dalla classe egemone per meglio soggiogare le classi sociali subalterne. Nella teoria sociale marxista, la sovrastruttura è la forma particolare attraverso cui la soggettività umana entra stabilmente in contatto con la struttura materiale della società. La forma è per certi versi oggettiva, per altri soggettiva. La relazione tra sovrastruttura e base è considerata dialettica, e non una distinzione tra effettive entità "nel mondo".

## Descrizione
Marx stesso introduce il concetto nella Prefazione a Per la critica dell'economia politica del 1859. Il passaggio di spicco è riprodotto di seguito:
"Nella produzione sociale delle loro esistenze, gli uomini inevitabilmente entrano in relazioni definite, che sono indipendenti dalle loro volontà, in particolare relazioni produttive appropriate ad un dato stadio nello sviluppo delle loro forze materiali di produzione. La totalità di queste relazioni di produzione costituisce la struttura della società, il vero fondamento, su cui sorge una sovrastruttura politica e sociale ed a cui corrispondono forme definite di coscienza sociale. Il modo di produzione della vita materiale condiziona il processo generale di vita sociale, politica ed intellettuale. Non è la coscienza degli uomini che determina il loro essere, ma è, al contrario, il loro essere sociale che determina la loro coscienza. Ad un certo stadio di sviluppo, le forze produttive materiali della società entrano in conflitto con le esistenti relazioni di produzione o - ciò esprime meramente la stessa cosa in termini legali - con le relazioni di proprietà nel cui tessuto esse hanno operato sin allora. Da forme di sviluppo delle forze produttive, queste relazioni diventano altrettanti impedimenti per le stesse. A quel punto inizia un'era di rivoluzione sociale. I cambiamenti nella base economica portano prima o dopo alla trasformazione dell'intera immensa sovrastruttura. Nello studio di tali trasformazioni è sempre necessario distinguere tra la trasformazione materiale delle condizioni economiche di produzione, che può essere determinata con la precisione propria delle scienze naturali, e le forme legali, politiche, religiose, artistiche o filosofiche – in una parola: ideologiche – in cui l'uomo diviene conscio di questo conflitto e lo combatte. Così come non si può giudicare un individuo da ciò che egli pensa di sé stesso, questa coscienza dev'essere spiegata partendo dalle contraddizioni della vita materiale, dal conflitto esistente tra le forze sociali di produzione e le relazioni di produzione."

### Riflessione teorica successiva
(Michel Foucault)
Il rapporto tra struttura e superstruttura, e il ruolo dell'ideologia, sono stati al centro della riflessione teorica marxista successiva. Il fraintendimento riduttivo, operato da molti discepoli del marxismo, circa il ruolo attribuito alla struttura quale unico ed esclusivo determinante è stato oggetto di autocritica da parte dello stesso Friedrich Engels. Questi, in una lettera a Joseph Bloch del 21 settembre 1890, assumeva su sé e Marx la responsabilità nell'aver attribuito un'importanza eccessiva alla struttura economica, circostanza dovuta alla necessità e all'urgenza di fronteggiare le obiezioni degli avversari che negavano quel "principio fondamentale". Per questo motivo, in particolare, venne a mancare "il tempo e l'occasione di mettere nel giusto risalto gli altri momenti partecipi dell’azione reciproca", compresa la possibilità che la sovrastruttura, pure determinata dalla struttura, potesse essa stessa agire su quest'ultima e modificarla.
A mettere un'enfasi particolare sull'importanza della sovrastruttura sarebbe stato Antonio Gramsci, nei suoi Quaderni del carcere, nei quali sviluppò una teoria che riconosceva alle ideologie (la sovrastruttura) la capacità di mobilitare le masse e di investire la struttura economica, agendo, così sul «blocco storico» (inteso come l'insieme della struttura e della sovrastruttura), come fattore di mutamento dell'intera società.